# 布瑞福·利法
布瑞福·利法（英語：Brave Lifa，1995年9月5日—）為馬拉威游泳運動員。他代表馬拉威參加2016年夏季奧林匹克運動會50公尺自由式項目，在預賽時游出28.54的成績排名第83，未能晉級準決賽。